# Neogebicula monochela
Neogebicula monochela is een tienpotigensoort uit de familie van de Upogebiidae. De wetenschappelijke naam van de soort is voor het eerst geldig gepubliceerd in 1967 door Sakai.